# Riserva naturale di Zhalong
La riserva naturale di Zhalong (扎龍國家級自然保護區T, 扎龙国家级自然保护区S, zhālóng guójiā jízìránbǎohùqūP) è una zona umida protetta situata nella provincia di Heilongjiang, in Cina.

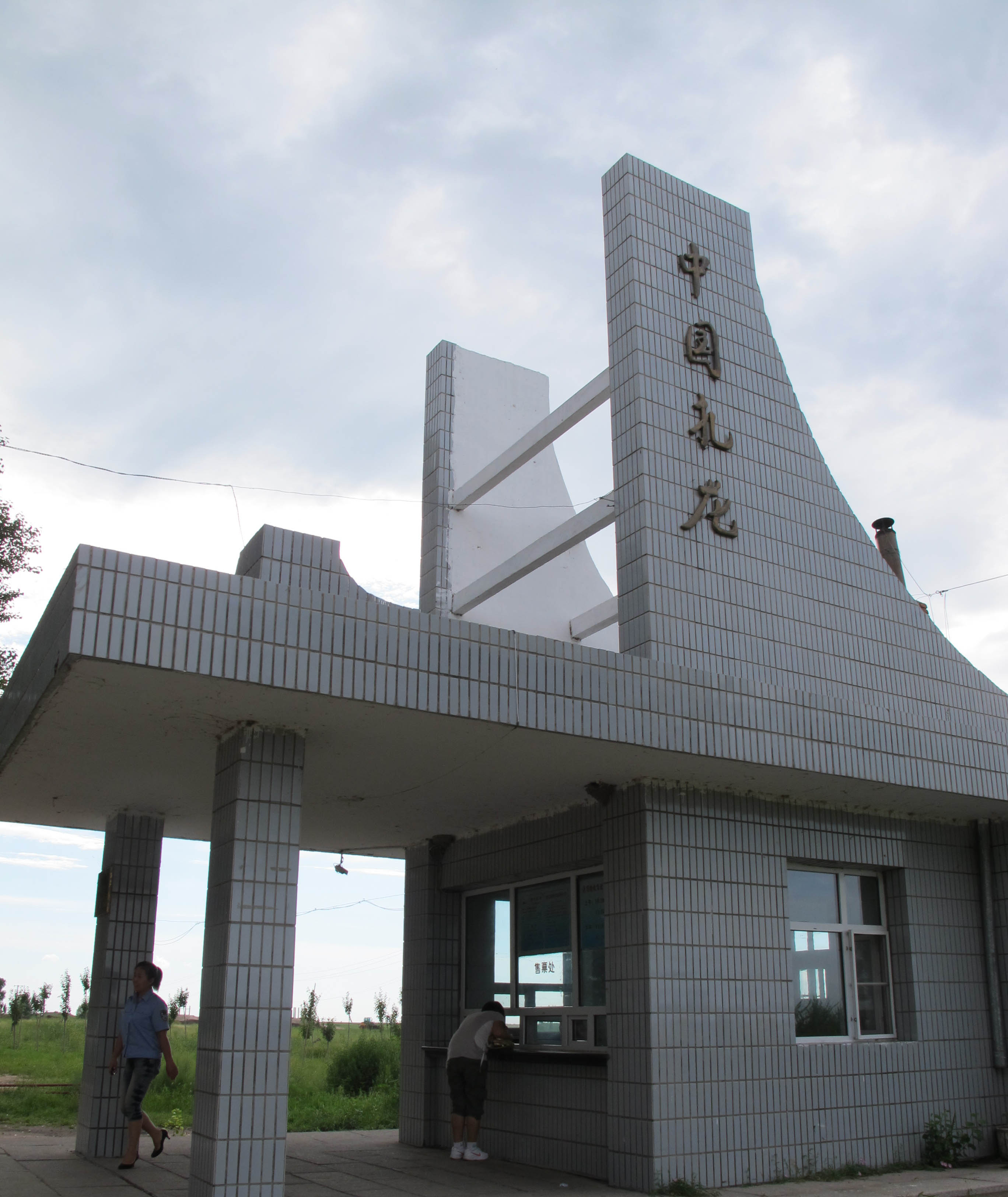
L'ingresso della riserva.

## Storia
Istituita nel 1979, questa riserva di 2100 km² è situata lungo una delle principali rotte migratorie degli uccelli che dall'Artide migrano verso il Sud-est asiatico ed è uno dei pochi siti dell'estremo oriente in cui nidifica l'erbarolo di palude (Helopsaltes pryeri). La riserva è costituita da paludi d'acqua dolce, torrenti e stagni. Le sue distese di canne costituiscono una dimora ideale per oltre 200 specie diverse di uccelli. All'interno del parco, cui è garantita piena protezione da parte del governo cinese, è tenuto in cattività a scopo di conservazione uno stormo numeroso di gru della Manciuria. La riserva è classificata come zona umida di importanza internazionale ai termini della Convenzione di Ramsar (n° 549).

## Fauna
Questa palude costituisce un'area di sosta e di nidificazione per un gran numero di cicogne, cigni, aironi, svassi e altre specie. Situata lungo una rotta migratoria che dalla Russia artica giunge al Sud-est asiatico costeggiando il deserto del Gobi, la riserva è popolata da uccelli migratori tra aprile e ottobre.